# Наум Тахов
Наум К. Тахов е виден български поет, фолклорист и деец на Вътрешната македоно-одринска революционна организация.

## Биография
Роден е в 1867 година в смесения българо-влашки македонски град Крушево, тогава в Османската империя. Разболява се като дете и ослепява. Тахов дълго обикаля Македония и събира народни песни. В 1890 година се заселва в София, където създава семейство. Влиза в редиците на ВМОРО и изпълнява куриерски задачи на организацията до различни точки в Османската империя. При пътуванията си до Скопие тайно изнася писма на осъдените революционери в Куршумли хан.
В 1895 година в София, в печатницата на Братя П. Спиркови Наум Тахов печата прочутия си „Сборник от македонски български народни песни“. В сборника има и около 40 влашки песни. Много от събраните песни се отнасят за събития и личности от освободителното движение в Македония, а някои от песните в сборника са авторско дело на Тахов. В 1904 година издава отделна сбирка с песни за Илинденско-преображенското въстание, озаглавена „Македонска сълза“, за която българският историк и фолклорист Михаил Арнаудов го нарича „нашият Омир от Илинден“.
Умира в 1913 година до Централната железопътна гара в София, по време на изпълнение на куриерска задача на ВМОРО в Дупница.